# Riccardo Licata
Riccardo Licata (Torino, 20 dicembre 1929 – Venezia, 19 febbraio 2014) è stato un pittore e mosaicista italiano.

## Biografia
Nasce a Torino il 20 dicembre del 1929. La sua famiglia si trasferisce dapprima a Parigi e poi a Roma, dove vive dal 1935 al 1945. Nel 1946 si trasferisce con la madre a Venezia. Nel 1947 s'iscrive al Liceo Artistico. Studia la cultura della Bauhaus e inizia a cimentarsi con il mosaico. Conosce gli artisti Santomaso, Vedova, Viani, Turcato, Birolli. 

Nel 1949 - con altri giovani pittori: Ennio Finzi, Tancredi Parmeggiani, Bruno Blenner e con lo scultore Giorgio Zennaro - costituisce un gruppo di tendenza astratta.

Nel 1950 s'iscrive all'Accademia di Belle Arti di Venezia e comincia ad esporre. 
Partecipa con un grande mosaico alla Biennale di Venezia del 1952 e, l’anno successivo, alla Triennale di Milano. 
Conosce Gino Severini, che raggiungerà a Parigi come assistente alla cattedra di mosaico, l'anno successivo. Inizia a vivere tra Parigi, frequentandovi gli studi di vari artisti, e Venezia, dove mantiene il proprio. Diventa docente di mosaico all'Accademia di Belle Arti di Parigi e, dal 1970, insegna tecniche dell'incisione a Venezia. Nel 1963 vince il Premio Michetti. Partecipa alle Biennali di Venezia del 1964, 1970 e 1972, alla Quadriennale di Roma, alle Biennali di Parigi, San Paolo e Alessandria d'Egitto.
In questo periodo sviluppa e definisce quello che poi diventerà il suo linguaggio artistico: una specie di alfabeto, composto da simboli e tratti grafici, che caratterizzerà gran parte della sua produzione, in particolar modo negli oli su tela, nelle tecniche miste e nelle serigrafie a tiratura limitata. Questi tratti - che Licata stesso definisce lettere immaginarie, una "scrittura grafico-pittorica" che trae ispirazione dal linguaggio musicale - vengono usati dall'artista per comporre le opere che lo renderanno famoso.

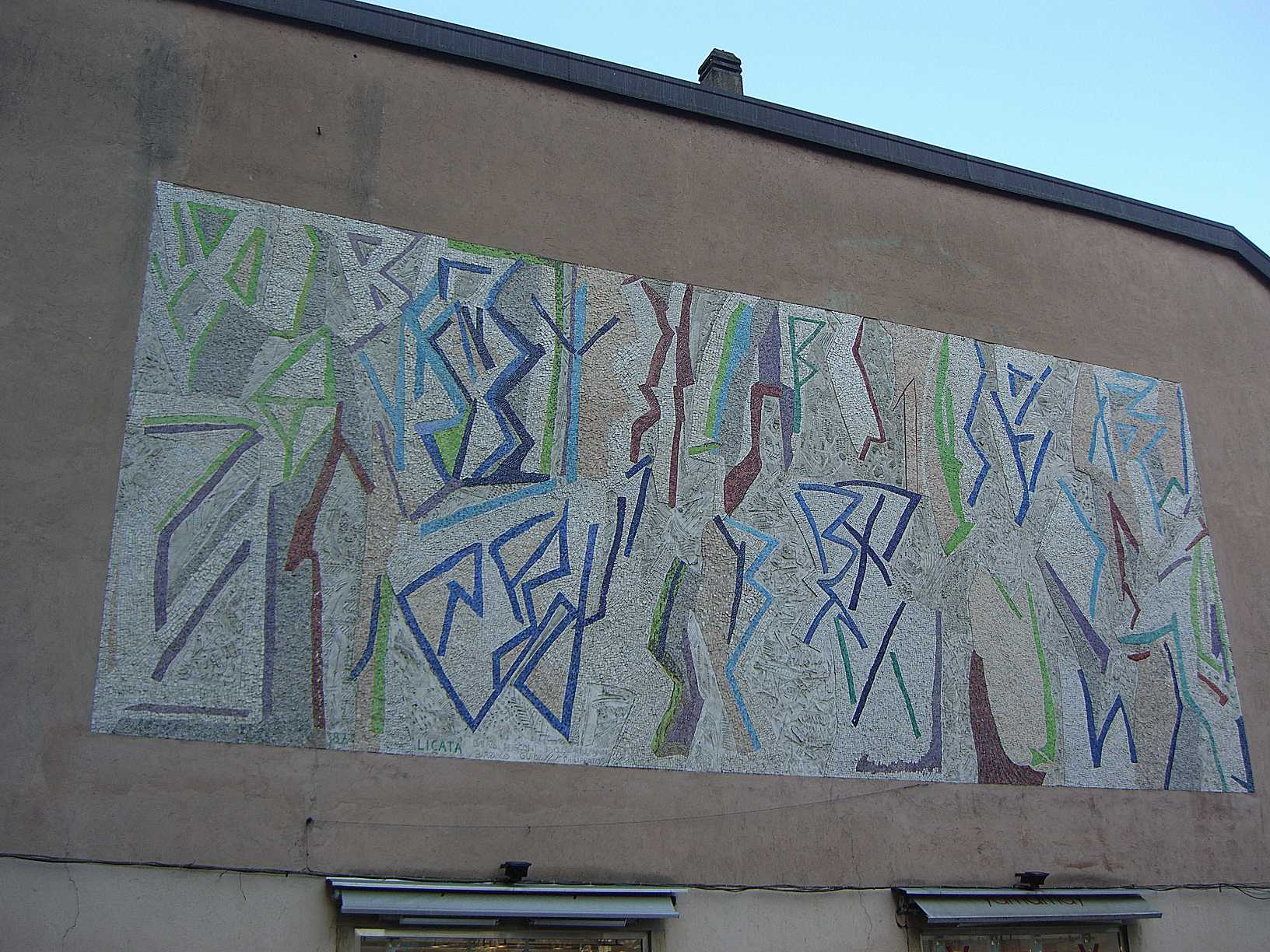
Mosaico, 1987
Monza,via Italia

Suoi grandi mosaici sono installati in spazi pubblici di città italiane e francesi, quali Genova (Palazzo dei lavori pubblici), Bourgoin-Jallieu, Sault-lès-Rethel, Lilla (Università), Perpignano, Monza (largo di via Italia), Reggio Emilia (Camera del Lavoro), ecc. Sue opere si trovano presso Musei d'Arte Moderna di Venezia, Milano, Mulhouse, Alessandria, Roma, Torino, Varsavia, San Paolo del Brasile, Vienna, New York, Stoccolma, Firenze, Stoccarda. 
Si occupa anche di scenografie teatrali (Medea di Euripide, nel 1978 a Treviso, Teatro Comunale) e di balletto (Ichspaltung di Giuseppe Marotta nel 1980 a Venezia, Teatro Goldoni). 
La Biblioteca Nazionale Marciana di Venezia ha allestito dal 31 marzo al 1º maggio 2007 l'importante mostra: "Riccardo Licata. Diari di viaggio", nella quale sono stati esposti acquarelli e disegni del maestro, eseguiti su diversi album su carte pregiate.
Presso il Museo Nazionale di Palazzo Venezia - Sala Regia e Sala delle Battaglie - a Roma, nel gennaio/marzo 2009, si è tenuta, inaugurata alla presenza di alte cariche dello Stato e del Ministro per i beni e le attività culturali, l'importante rassegna "Riccardo Licata e le stagioni dello spazialismo a Venezia", che ha ripercorso, proprio nell'anno in cui compiva 80 anni, la carriera artistica del maestro, anche approfondendo il confronto fra il percorso del pittore negli anni Cinquanta e Sessanta e quello di tutti gli altri artisti veneziani, suoi contemporanei, che aderirono in quegli anni alla corrente spazialista, geniale e rivoluzionario movimento artistico che ha influenzato profondamente l'arte europea nel Dopoguerra grazie al lavoro del suo teorico e fondatore, Lucio Fontana, che ne avviò la nascita a partire dal 1947.

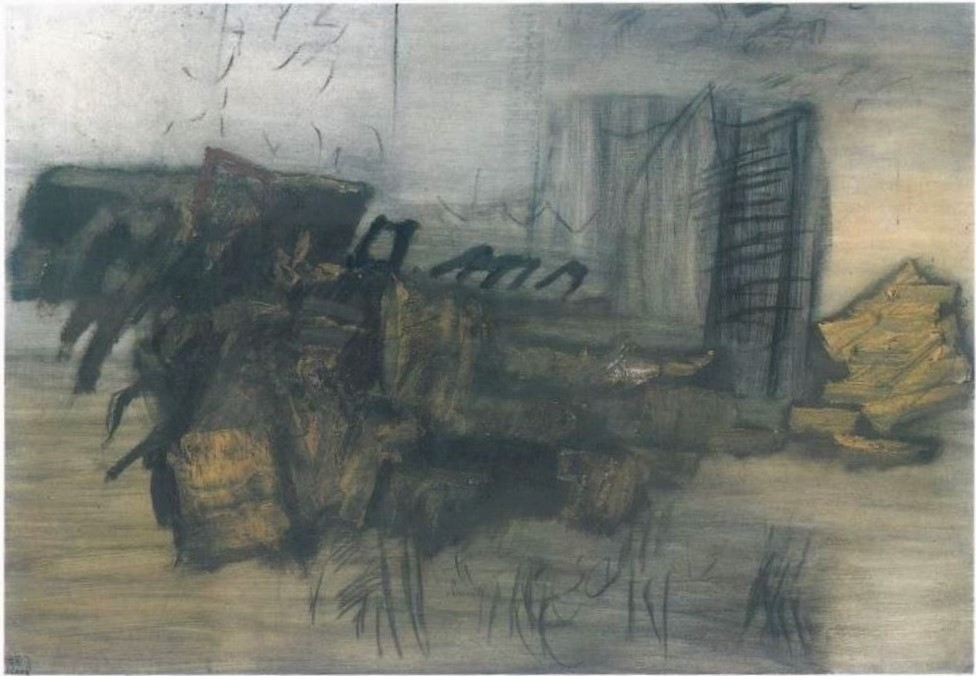
Senza titolo 1958
Parma, Collezione privata

Sempre nell'anno 2009, la città di Venezia, per celebrare gli 80 anni del pittore e mosaicista, ospita nel prestigioso Palazzo Ducale una grande mostra di mosaici e vetri. Nello stesso anno Venezia ospita inoltre, presso la sede espositiva della ex Chiesa di Santa Marta, "Porto D'Arti", evento collaterale alla 53ª Biennale d'arte (progetto che figurerà nel Catalogo generale della stessa Biennale e in tutte le comunicazioni dell'Ente), in cui il maestro, che già annovera ben otto presenze alla Biennale Veneziana, espone unitamente ad altri sette artisti italiani di fama internazionale, tra i migliori esempi italiani nell'ambito delle arti visive. 
Muore a Venezia il 19 febbraio 2014.

## Opere nelle collezioni (parziale)
- XXXII - Museum of Modern Art, New York, 1955, acquaforte[10]
- Pittura n.9 - CAMeC, La Spezia, 1956, olio su tela
- Pittura n.41-56, Paesaggio - Palazzo Pitti, Firenze, 1956, olio su tela[11]
- Pittura n.48 - Museo nazionale di Varsavia, Varsavia, 1956, olio su tela[12]
- Vasi - Metropolitan Museum, New York, 1956, vetro[13]
- A B S - Musei Civici di palazzo Chiericati, Vicenza, 1965, acrilico su tela[14]
- Composizione n. 2 - Pinacoteca nazionale di Bologna, Bologna, 1965, acquaforte[15]
- F O - Musei Civici di palazzo Chiericati, Vicenza, 1967, olio su tela[16]
- Astrazione scenica - Museo arte Gallarate, Gallarate, 1978, tempera all'uovo su carta[17]
- Senza titolo - Ca' Pesaro, Venezia, 1985, tempera su tela[18]
- Mosaico, Monza, via Italia, 1987
- Pittura n. 1 - Ca' Pesaro, Venezia, olio su tela[19]
- Acqueforti - British Museum, Londra, acquaforte[20]